# Цариця Небесна

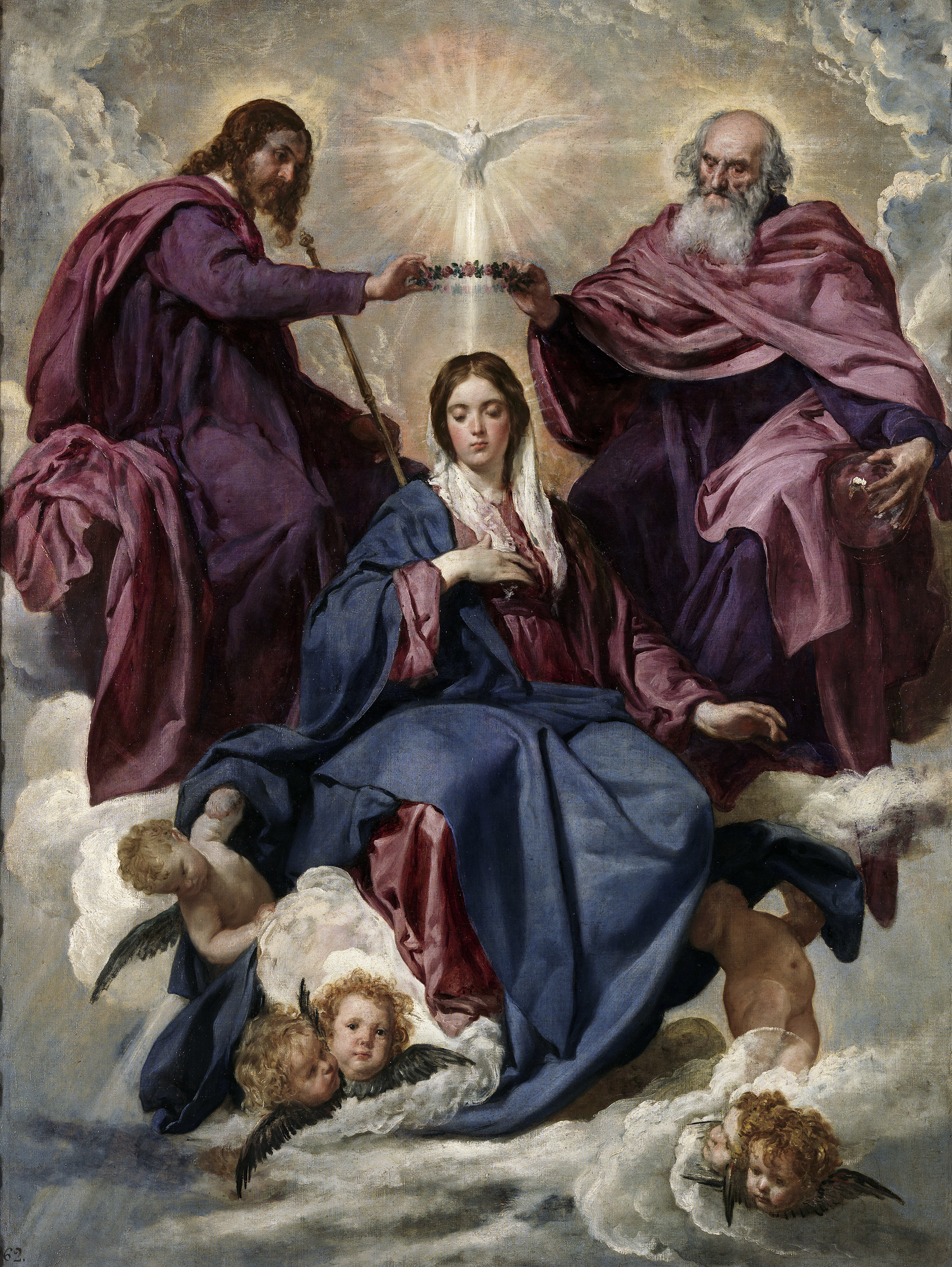
Коронація Діви Марії Королевою (Царицею) Небесною.

Цари́ця Небе́сна, або Короле́ва Небе́с (лат. Regina Coeli) — у християнстві один із титулів Діви Марії. У західнохристиянській (католицькій) традиції це іменування сходить до літанням у Славу Мадонни (лат. Salve, Regina — «Слався, Цариця»; у Східній церкві — Похвала Богородиці. У західноєвропейському мистецтві іконографія «Цариці Небесної» безпосередньо пов'язана з образами Мадонни Іммакулати і Софії, Премудрості Божої, які в свою чергу сходять до старозавітної Книги Премудрості Соломона: «Вона є дихання сили Божої і чистий вилив слави Вседержителя» (Пр. 7:25) і до Одкровенню Іоанна Богослова: «І з'явилась на небі велика ознака — Жінка, зодягнена в сонце, а під ногами її місяць, а на її голові вінок із дванадцяти зірок» (Одкр. 12:1). У більш відчутному вигляді під «Царицею Небесною» розуміють певний тип зображення Мадонни в царственному вигляді, що сидить на престолі, з державою і скіпетром. Ангели вінчають голову Богородиці короною. А немовля Христос у Неї на колінах також представлений в короні. До цього типу близька Мадонна Лоретська, а також образи Мадонни з монастирів Монсерра і Менторелле. У православ'ї це образ Богоматір Державна.